# Statens kartverk
Statens kartverk (kortnavn Kartverket) er et norsk statsligt forvaltningsorgan under Kommunal- og moderniseringsdepartementet (fra 2014). Hovedkontoret ligger på Hvervenmoen ved Hønefoss i Ringerike kommune.
Statens kartverk har været styrelsens navn siden 1986 og er fortsat det navn, der benyttes i officielle sammenhænge, men fra marts 2012 er det kortformen Kartverket, som bruges i kommunikation udadtil.
Kartverkets chef fra 1. april 2008 er Anne Cathrine Frøstrup.
Kartverket skal sørge for, at tidsrigtig, stedfæstet information fra det offentlige kan findes og er let tilgængelig for det norske samfund til enhver tid. Kartverket er den norske stats fagmyndighed inden for kort, geodata og offentlig ejendomsinformation, og det er også landets tinglysningsmyndighed.
Ansvarsområdet omfatter Norges land-, kyst- og havområder, inkluderet kysten rundt om Svalbard og Jan Mayen.
Kortlægningstjenesten i Danmark varetages af Geodatastyrelsen.